# スカレー
スカレー（Sucurry）は、神奈川県横須賀市の「よこすか海軍カレー」の公式キャラクター。

## 概要

### よこすか海軍カレー
かつて大日本帝國海軍の横須賀鎮守府が置かれ、現在も海上自衛隊の基地がおかれている神奈川県横須賀市が、町おこしの一環として1999年に「カレーの街」を宣言した。これは日本海軍横須賀鎮守府が、同盟国のイギリス海軍から伝わった「海軍カレー」を古くから正式な食事として採用していたことから、「（日本における）カレーは横須賀鎮守府から全国に広がった」と横須賀市が捉えたためである。
その後横須賀市は、『海軍割烹術参考書』を元にしたレシピを導入している市内の数十店の店舗を、「よこすか海軍カレー」の名称を使用できる店舗として認定する他、京浜急行電鉄とのコラボレーションキャンペーンを行うなど、海軍カレーで町おこしを始めた。

### 公式キャラクター

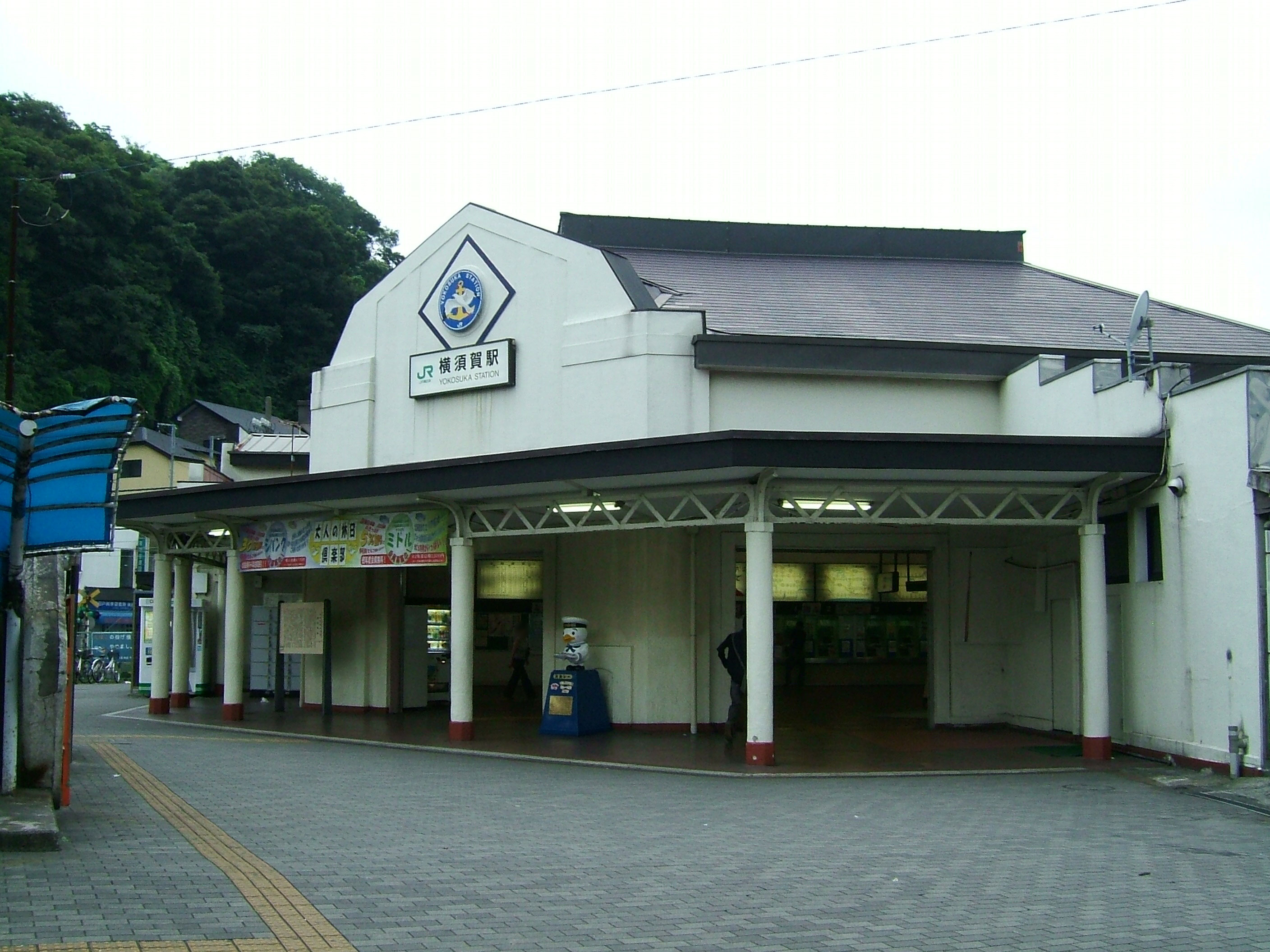
横須賀駅前のスカレー人形

「よこすか海軍カレー」の知名度が向上しつつあった2003年に、「よこすか海軍カレー」の公式キャラクターとして、海上自衛隊の水兵と同様の制服を着たカモメをモチーフにした「スカレーちゃん」が登場した。なおカモメは、港湾都市である横須賀市がシンボルとしている鳥であり、「スカレー」の名前は「ヨコスカ」と「カレー」を組み合わせたものである。

#### プロフィール
- 年齢：カモメ年齢で9歳
- 誕生日：5月20日
- 趣味：カレーの食べ歩き、スプーン集め、飛行訓練。
- 好きなもの：カレー（辛口は苦手）
- 将来の夢：水兵さん、コックさん。
- 行ってみたい場所：イギリス

### 活躍
現在は「よこすか海軍カレー」のみならず「よこすか海軍カレーパン」など他の横須賀市の名産品、イベントの広報大使として活躍するほか、青地の制服を着た「BIGスカレーちゃん」が、市内や県内の様々なイベント、テレビ番組などにも登場し活躍している。
なお、京急本線の横須賀中央駅とJR東日本横須賀線横須賀駅の駅前、「YYポート横須賀」にあるカレー店「よこすか海軍カレー本舗」前には「実物大」の人形が設置されている他、また「YYポート横須賀」では貯金箱やストラップ、クリアファイルやキーホルダーなど様々なキャラクター商品も販売されている。